# Zhouzhuang
Zhouzhuang (em Mandarim: 周庄; Pinyin: Zhōuzhuāng; Wu: Tseu-zaon) é uma cidade localizada na província de Jiangsu, na China, famosa por seus canais. Está localizada na área administrativa de Kunshan, a 30 km a sudeste do centro da cidade de Suzhou e a 85 km do centro de Xangai. Sua população total é de 32.952 pessoas.
Zhouzhuang é um destino turístico popular, classificado como área cênica AAAAA pela Administração Nacional de Turismo da China. É uma das cidades construídas sobre águas mais famosas da China, conhecida por suas casas residenciais antigas e bem preservadas e elegantes vistas sobre as águas. Tem sido chamada de "Veneza do Oriente". É conhecida também como "a primeira cidade aquática da China".

## História
Há registros de assentamentos na região desde o período antigo. Durante o período de primavera e outono (770 a.C-476 a.C), a região de Zhouzhuang fazia parte do feudo Yaocheng e era chamada de Zhenfengli. No primeiro ano de governo do Imperador Yuanyou da Dinastia Song do Norte, em 1086, a terra foi doada a Zhou Digong, um devoto budista, que construiu uma vila no local e transformou sua casa no Templo da Fortuna Plena, oficialmente fundando Zhouzhuang.
Durante a dinastia Yuan, o comerciante Shen Wansan, conhecido como o homem mais rico ao sul do Rio Yangtze se estabeleceu na cidade, ajudando a construir mais de um terço dela. Se aproveitando do transporte fluvial, a cidade logo se tornou um centro de comércio de alimentos e seda, além de produzir artesanatos, roupas e saquê. Mais de 60% da área da cidade foi construída durante as dinastias Ming e Qing (1368-1911).
No século XX, a cidade acompanhou alguns dos momentos mais importantes da história chinesa. Em 1919, professores e alunos da cidade participaram do Movimento Quatro de Maio contra o imperialismo. Em 1920, recebeu a visita do famoso poeta Liu Yazi. Em 1923, Liu Huicheng começou as transmissões de rádio na cidade. Em 1946, após a expulsão dos japoneses, Zhouzhuang mudou seu nome para Chuzhen. Em 8 de maio de 1949, os comunistas conquistaram a cidade. Após a vitória deles na Guerra Civil Chinesa, a cidade voltou a ser chamada de Zhouzhuang.
A cidade tornou-se famosa após ter sido pintada por Chen Yifei em 1979. Em 1980, o pintor viajou para os Estados Unidos, onde obteve um mestrado em belas artes quatro anos mais tarde. Um de seus quadros foi comprado pelo dono da Occidental Petroleum Armand Hammer e presenteado ao então líder chinês Deng Xiaoping, o que despertou o interesse pela cidade e pelas demais  cidades sobre águas da província de Jiangsu.

## Atrações
Dentre as atrações mais famosas da cidade estão as pontes duplas (Shuang qiao), construídas na Era Wanli da dinastia Ming (1573–1619); a ponte Fuan, construída em 1355 durante a dinastia Yuan; a casa de Shenting, construída em 1742 para abrigar os descendentes do milionário Shen Wansan (1330–1379); a torre Milou, lugar de reunião de autores literários no passado; e o Templo Quanfu, local de culto taoísta de mais de 1,5 mil metros quadrados construído durante a dinastia Song (1086–1093). Para adentrar na cidade antiga e conhecer todos esses locais, os turistas devem pagar uma taxa de 100 yuan (cerca de quinze dólares) por pessoa. Sem o pagamento dessa taxa, não é possível acessar o local.